# Friedrich Metzler (Bankier, 1749)

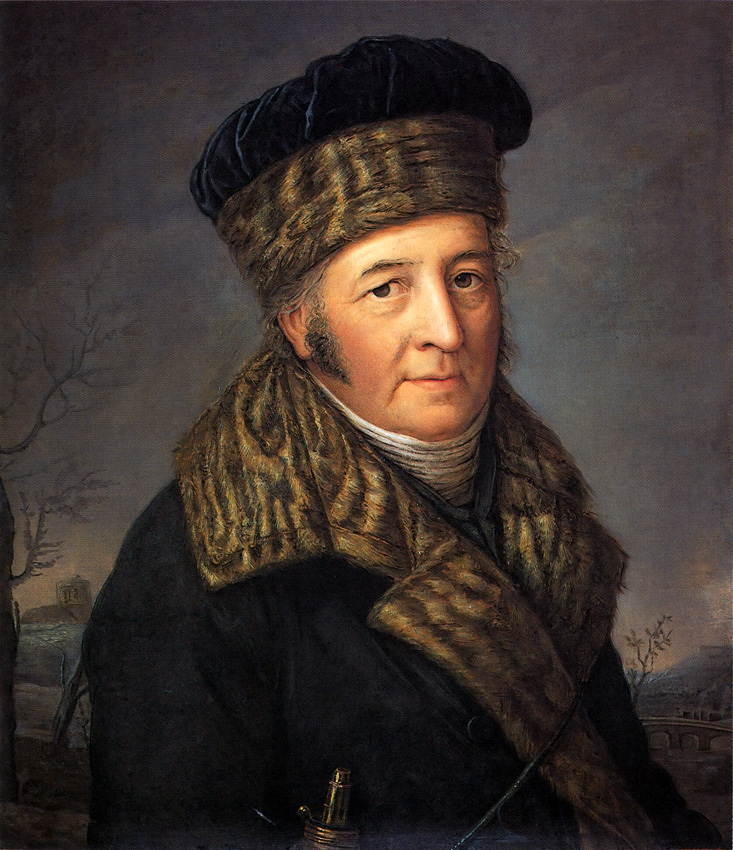
Porträt von Friedrich Metzler, um 1770

Friedrich Metzler (vollständiger Name Johann Friedrich Metzler, * 17. September 1749 in Bordeaux; † 11. März 1825 in Offenbach am Main) war ein deutscher Bankier und Mäzen aus der   Bankiersfamilie Metzler. Unter seiner Führung wurde der Familienbetrieb der Metzlers zum Bankhaus Metzler umgebaut, welches bis heute fortbesteht.
Seinen wirtschaftlichen Wohlstand sah er als Verpflichtung für das Gemeinwohl. So ist er Mitstifter des Städelschen Kunstinstituts und Mitgründer der Senckenbergischen Naturforschenden Gesellschaft.
Metzler galt als begeisterter Naturfreund. Ihn verband eine lebenslange Freundschaft mit Johann Wolfgang von Goethe.

## Leben
Friedrich Metzler entstammt der sächsischen Pfarrersfamilie Metzler, die seit 1671 in Frankfurt am Main ansässig ist. Er wurde 1749 in Bordeaux als siebtes von zwölf Kindern der Eheleute Marie Pauline (Paulette) Boyer und Wilhelm Peter Metzler geboren. Friedrich Metzlers Vater war der Enkel des Gründers des Bankhaus Metzler, baute in den 1730er-Jahren in Bordeaux ein zweites Unternehmen auf und befasste sich von dort aus mit dem Import von Kolonialwaren.
Nachdem Metzlers Mutter 1761 und sein Vater 1762 gestorben waren, holte ihn seine Tante Christina Barbara Metzler in ihre Obhut nach Frankfurt am Main. Sie hatte die Leitung des Frankfurter Handels- und Bankhaus Metzler inne und ließ Friedrich Metzler an möglichst vielen Arbeitsprozessen teilhaben, um ihn auf seine spätere Aufgabe im Familienbetrieb vorzubereiten.
1769 wurde er Teilhaber der Familien-Firma, 1771 deren Leiter und begann, ihren Umbau zu einem reinen Bankhaus einzuleiten, dessen alleiniger Leiter er 1792 wurde. Metzler stieg in das Geschäft mit Staatsanleihen ein. Es begann 1779 mit einer Anleihe zugunsten des Kurfürstentums Bayerns. Ihm folgten Kurpfalz als Anleihenehmer, 1795 das Königreich Preußen mit einer Anleihe von einer Million Gulden. Auch Sachsen-Meiningen und das Haus Nassau wurden ebenso wie das Haus Oranien Kunde von Metzler. Durch seine Geschäfte mit dem preußischen Königshaus wurde er mit dem Titel Königlich-preußischer geheimer Kommerzienrat ausgezeichnet.
1779 heiratete Metzler Susanne Fingerlin, die Tochter einer wohlhabenden Tuchweberfamilie. Hierdurch kam es zu einem beträchtlichen Kapitalzuwachs, der es dem Bankhaus erlaubte, das schnell wachsende Staatsanleihegeschäft voranzutreiben.
Aufsehen erregte er um 1790 mit der Idee, den Geldverkehr durch Bildung einer Zettelbank, Vorläufer der heutigen Notenbanken, zu erleichtern. Zu dieser Zeit hatte sein Vetter Johann Wilhelm als Ratsherr der Stadt Frankfurt am Main das von Friedrich ausgearbeitete Projekt einer reichsstädtischen Notenbank im Verein mit den bedeutendsten Bankhäusern der Stadt vorgetragen, aber aufgrund Vorbehalte gegen Papiergeld kein Verständnis dafür gefunden. Es dauerte noch Jahrzehnte, bis aus der Utopie eine Realität wurde.
Von 1789 bis 1791 war Metzler Senator von Frankfurt am Main.
Seinen wirtschaftlichen Wohlstand sah er als Verpflichtung für das Gemeinwohl. So wurde er am 27. Mai 1818 unter die stiftenden Mitglieder der Senckenbergischen Naturforschenden Gesellschaft aufgenommen. Ebenso ist er Mitstifter des Städelschen Kunstinstituts.
Seine Leistungen lassen ihn in der Rückschau als den bedeutendsten Repräsentanten seiner Generation in der Familie Metzler erscheinen.

## Familiäres
Friedrich Metzler heiratete am 15. Juni 1779 in Frankfurt Susanne Fingerlin (* 22. Oktober 1764). Seine Frau starb in Frankfurt am Main am 28. Juni 1799. Er hatte mit ihr drei Kinder: Johann Friedrich (1780–1864), Bürger, Bankier und Senator in Frankfurt am Main; Christian Benjamin (1781–1863), Bankier in Frankfurt am Main und Marie Elisabeth, verheiratet mit Christian Friedrich Koch, Weinhändler und englischer Konsul.

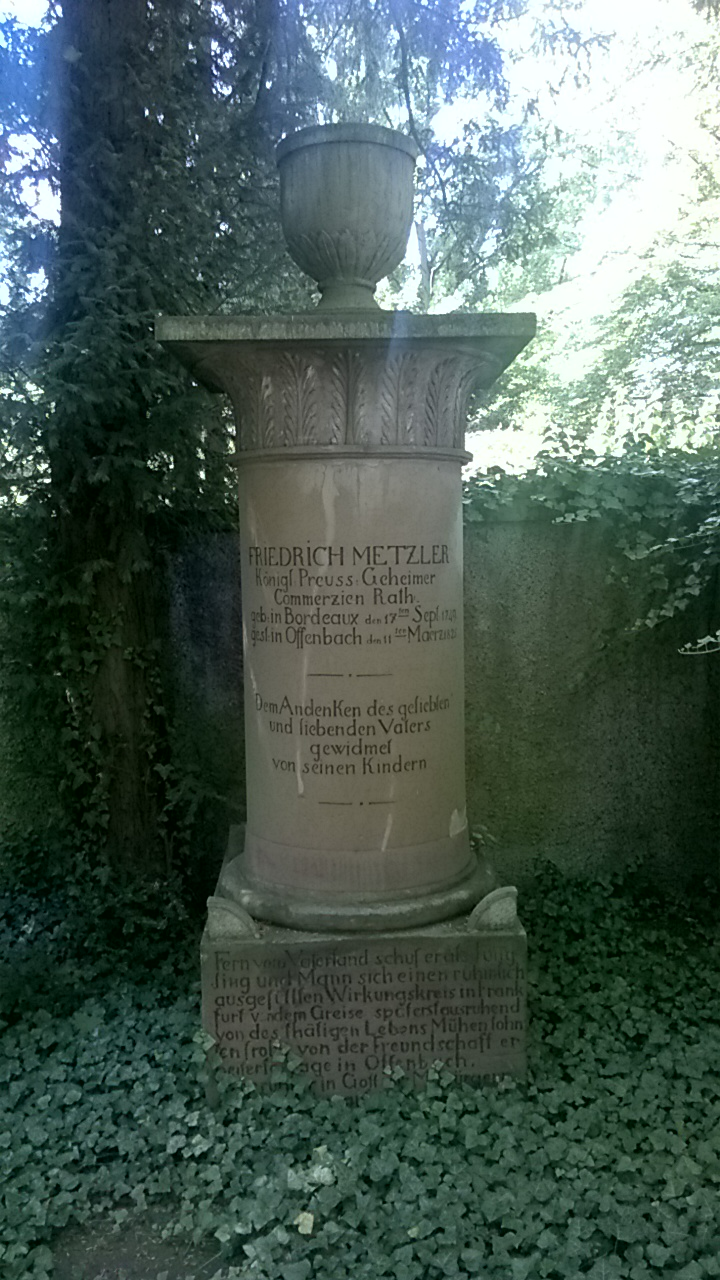
Grabmal des Friedrich Metzler auf dem Alten Friedhof in Offenbach am Main

Friedrich Metzler starb am 11. März 1825. Sein Grab fand er in Offenbach am Main. Es wurde nach einigen Jahren auf den heutigen Alten Friedhof verlegt, als der bis dahin belegte Friedhof seine neue Bestimmung als Wilhelmsplatz erlangte.

## Sonstiges

### Wohnsitz in Offenbach am Main

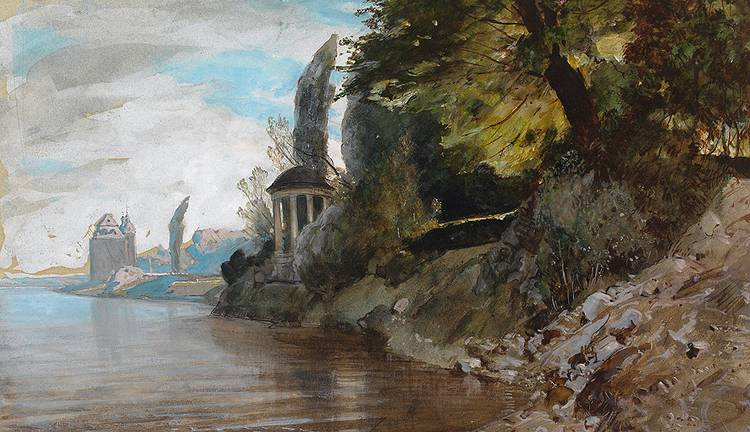
Der Tempel auf einem Gemälde von Louis Kolitz (19. Jahrhundert)

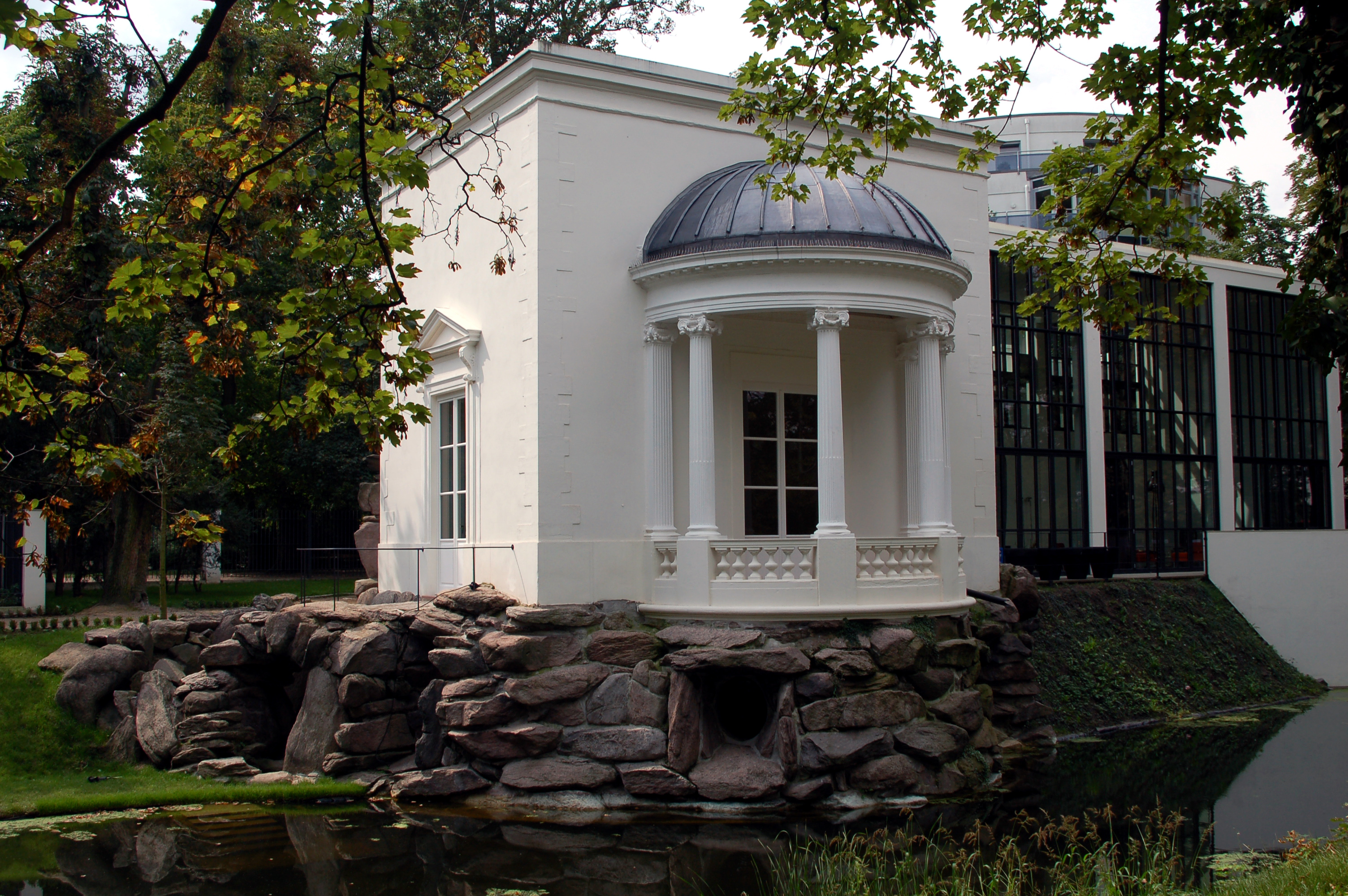
Der Metzlersche Badetempel in Offenbach am Main (August 2007)

Im Jahr 1792 erwarb Metzler das in einen großen Garten am Main gebettete Anwesen der Fabrikanten Bernard in Offenbach. Die Stadt galt zu jener Zeit als eine bevorzugte Wohnanlage mit einer kulturell ambitionierten Bürgerschicht. Das Wohnhaus, das der Bankier zunächst als Sommerresidenz und Alterssitz erwarb, bewohnte Metzler ab 1803 dauerhaft. Als begeisterter Naturfreund ließ er den zugehörigen in den Mainterrassen zu Offenbach gelegenen Garten mit seltenen Gewächsen und Blumen bepflanzen. Die Halle und das Treppenhaus seines Landsitzes waren mit einer Geweihsammlung und mit ausgestopften Tieren des deutschen Forstes geschmückt. Den Metzlerschen Garten empfahl Goethe den Lehrern der Botanik an der Senckenbergischen Naturforschenden Gesellschaft und ihren Zuhörern zur wissenschaftlichen Benützung.
Im Jahr 1798 ließ Metzler vom französischen Architekten Nicolas Alexandre Salins de Montfort auf dem Anwesen einen Badetempel mit Teehaus errichten. Der Tempel, welcher als Lili-Tempel bekannt ist, ist heute Kulturdenkmal nach dem Hessischen Denkmalschutzgesetz. Er war Luxus pur, ein Gesprächsstoff für die reichen wie die Armen in der Region.
Metzler führte ein der Geselligkeit geöffnetes Haus. 1813 besuchte ihn dort der König von Preußen. Freiherr von Stein und Ernst Moritz Arndt kehrten bei ihm ein. Johann Wolfgang von Goethe besuchte den Freund 1814 und 1815.

### Freundschaft zu Goethe
Bereits als Metzler von seiner Tante nach Frankfurt geholt wurde, unterhielten die Metzlers freundschaftliche Beziehungen zur Familie Goethe.
Mit dem um wenige Wochen älteren Johann Wolfgang von Goethe war er von Jugend auf befreundet. Zeit ihres Lebens standen sie in freundschaftlicher Verbindung. Im Oktober 1814 besuchte Goethe mit Marianne von Willemer und ihrem Gatten von der Gerbermühle aus den alten Freund. Dabei soll Metzler das kreative Schaffen Goethes beeinflusst haben: Mit dem ehemaligen Finanzminister am Hof zu Weimar sprach Metzler auch über das Projekt seines Lebens, die Zettel- und Wechselbank. Anschließend hat Goethe den Faust II geschrieben, wo er die Idee Zettelbank kritisch durchspielt.